# Association des Jeunes Sportifs de l'Avenir Inter-Arrondissements
L'Association des Jeunes Sportifs de l'Avenir Inter-Arrondissements, nota con l'acronimo Ajesaia, è una società calcistica con sede a Antananarivo in Madagascar.
Fondato nel 1998 il club milita nella Madagascar Pro League.

## Rosa
| N. |                       | Ruolo | Calciatore              |
| -- | --------------------- | ----- | ----------------------- |
| 1  | Madagascar (bandiera) | P     | Andoniaina Andriamalala |
| 2  | Madagascar (bandiera) | D     | Sedera Randriamparany   |
| 3  | Madagascar (bandiera) | D     | Gervais Randrianarisoa  |

| N. |                       | Ruolo | Calciatore                   |
| -- | --------------------- | ----- | ---------------------------- |
| 7  | Madagascar (bandiera) | C     | Lalaïna Nomenjanahary        |
| 8  | Madagascar (bandiera) | C     | Dimby Rabeariniala           |
| 9  | Madagascar (bandiera) | A     | Velontsiory Rakotondramanana |

## Palmarès
- Madagascar Pro League: 2

2007, 2009
- Coupe de Madagascar: 1

2006
- Super Coupe de Madagascar: 2

2007, 2009

## Partecipazioni alle competizioni CAF
- CAF Champions League: 1 partecipazione

2010 - Turno preliminare
- CAF Confederation Cup: 1 partecipazione

2007 - Primo turno